# Cira Lô
Pour les articles homonymes, voir Lô.
Cira Aram Lô, née le 22 novembre 1996 à Lagny-sur-Marne, est une handballeuse franco-sénégalaise évoluant au poste de gardienne de but.

## Carrière

### En club
Cira Lô joue au Nantes Loire Atlantique Handball de 2014 à 2018 ; elle connaît son premier match de première division le 13 avril 2016 contre Issy Paris Hand à la suite de l'arrêt de la carrière de la gardienne titulaire Barbora Ranikova. Elle rejoint ensuite pour une saison le Noisy-le-Grand handball, avant de devenir une joueuse de l'AS Cannes Mandelieu Handball en 2019. Elle joue par la suite au Rouen Handball de 2021 à 2022[Selon qui ?].

### En sélection
Cira Lô est sélectionnée en équipes de France jeunes et juniors jusqu'en 2016, participant notamment au Championnat du monde jeunes 2014 en Macédoine et au Championnat du monde junior 2016 en Russie.
En 2018, elle est sélectionnée par Frédéric Bougeant pour disputer avec l'équipe du Sénégal féminine de handball leur premier Championnat du monde.